# Vanilla madagascariensis
Vanilla madagascariensis är en orkidéart som beskrevs av Robert Allen Rolfe. Vanilla madagascariensis ingår i släktet Vanilla och familjen orkidéer. Inga underarter finns listade i Catalogue of Life.